# هاروماکی گوهان
هاروماکی گوهان (ژاپنی: はるまきごはん؛ زادهٔ ۷ فوریهٔ ۱۹۹۶) موسیقی‌دان اهل ژاپن است.